# Stegnogramma subcalcarata
Stegnogramma subcalcarata är en kärrbräkenväxtart som först beskrevs av Cornelis Rugier Willem Karel van Alderwerelt van Rosenburgh, och fick sitt nu gällande namn av Holtt. Stegnogramma subcalcarata ingår i släktet Stegnogramma och familjen Thelypteridaceae. Inga underarter finns listade.